# U-1208
| U-1208                                                                                     | U-1208 | U-1208 |
| ------------------------------------------------------------------------------------------ | --- | --- |
|                                                                                            | | |
|                                                                                            | | |
| Зображення підводного човна підтипу VIIC                                                   | | |
| Під прапором                                                                               | Третій Рейх | Третій Рейх |
| Спуск на воду                                                                              | 13 січня 1944 року | 13 січня 1944 року |
| Виведений зі складу флоту                                                                  | 6 квітня 1944 року | 6 квітня 1944 року |
| Сучасний статус                                                                            | 24 лютого 1945 року потоплений східніше Сіллі британськими фрегатами «Дакворт» та «Роулі»                                                                       | 24 лютого 1945 року потоплений східніше Сіллі британськими фрегатами «Дакворт» та «Роулі»                                                                       |
| Бойовий досвід                                                                             | Друга світова війна Битва за Атлантику | Друга світова війна Битва за Атлантику |
| Проєкт                                                                                     | | |
| Тип ПЧ                                                                                     | середній торпедний ДПЧ | середній торпедний ДПЧ |
| Розробник проєкту                                                                          | F Schichau, Данциг | F Schichau, Данциг |
| Вартість                                                                                   | 4 189 000 ℛℳ | 4 189 000 ℛℳ |
| Основні характеристики                                                                     | | |
| Швидкість (надводна)                                                                       | 17,9 вузла (33 км/год) | 17,9 вузла (33 км/год) |
| Швидкість (підводна)                                                                       | 8 вузлів (14,8 км/год) | 8 вузлів (14,8 км/год) |
| Робоча глибина занурення                                                                   | 100 м | 100 м |
| Гранична глибина занурення                                                                 | 230 м | 230 м |
| Дальність плавання                                                                         | 8500 миль (15 700 км) на швидкості 10 вузлів (18,6 км/год) (у надводному положенні) 80 миль (150 км) на швидкості 4 вузли (7,4 км/год) (в підводному положенні) | 8500 миль (15 700 км) на швидкості 10 вузлів (18,6 км/год) (у надводному положенні) 80 миль (150 км) на швидкості 4 вузли (7,4 км/год) (в підводному положенні) |
| Екіпаж                                                                                     | 44—52 особи | 44—52 особи |
| Розміри                                                                                    | | |
| Довжина найбільша (по КВЛ)                                                                 | 67,1 м | 67,1 м |
| Ширина корпусу найб.                                                                       | 6,2 м | 6,2 м |
| Висота                                                                                     | 9,6 м | 9,6 м |
| Середня осадка (по КВЛ)                                                                    | 4,74 м | 4,74 м |
| Водотоннажність надводна                                                                   | 769 т | 769 т |
| Силова установка                                                                           | | |
| дизель-електрична; 2 дизельних двигуни Germaniawerft F46, 2 електродвигуни BBC GG UB 720/8 | | |
| Гвинти                                                                                     | 2 | 2 |
| Потужність                                                                                 | 2 × 2800 к.с. (дизелі) 2 × 750 к.с. (електродвигуни) | 2 × 2800 к.с. (дизелі) 2 × 750 к.с. (електродвигуни) |
| Озброєння                                                                                  | | |
| Артилерія                                                                                  | 1 × 88-мм палубна гармата SK C/35 | 1 × 88-мм палубна гармата SK C/35 |
| Торпедно- мінне озброєння                                                                  | 4 носових і один кормовий ТА 14 торпед та 26 мін TMA | 4 носових і один кормовий ТА 14 торпед та 26 мін TMA |
| ППО                                                                                        | 1 × 37-мм зенітна гармата Flak M42 2 × 20-мм зенітні гармати FlaK 30                                                                                            | 1 × 37-мм зенітна гармата Flak M42 2 × 20-мм зенітні гармати FlaK 30                                                                                            |

U-1208 — німецький середній підводний човен типу VIIC, що входив до складу Військово-морських сил Третього Рейху за часів Другої світової війни. Закладений 30 червня 1943 року на верфі F Schichau у Данцигу. Спущений на воду 13 січня 1944 року, а 6 квітня 1944 року корабель увійшов до складу 8-ї навчальної флотилії ПЧ ВМС нацистської Німеччини. Єдиним командиром човна був корветтен-капітан Георг Гагене.

## Історія служби
U-1208 належав до німецьких підводних човнів типу VII C, найчисленнішого типу субмарин Третього Рейху, яких випущено 703 одиниці. Увійшов до складу 8-ї навчальної флотилії ПЧ, а з 1 січня 1945 року після завершення тренувань перейшов до 11-ї флотилії ПЧ Крігсмаріне. В січні-лютому 1945 року здійснив 1 бойовий похід, під час якого потопив одне транспортне судно (1644 GRT).
24 лютого 1945 року на завершальній стадії першого бойового походу U-1208 був виявлений східніше островів Сіллі британськими фрегатами «Дакворт» та «Роулі» і потоплений глибинними бомбами. Всі 49 членів екіпажу загинули.

## Перелік затоплених U-1208 суден у бойових походах
| №                                                              | Дата           | Назва    | Тип               | Належність      | Водотоннажність (брт) | Вантаж  | Конвой        | Результат та координати                                             | Наслідки атаки для екіпажу | Прим. |
| -------------------------------------------------------------- | -------------- | -------- | ----------------- | --------------- | --------------------- | ------- | ------------- | ------------------------------------------------------------------- | -------------------------- | ----- |
| Перший похід (16.01—24.02.1945, 40 діб; Крістіансанн—загибель) |                |          |                   |                 |                       |         |               |                                                                     |                            |       |
| 1                                                              | 24 лютого 1945 | Oriskany | транспортне судно | Велика Британія | 1 644                 | вугілля | Конвой BTC 78 | потоплено 50°05′ пн. ш. 5°51′ зх. д. / 50.083° пн. ш. 5.850° зх. д. | 31 (усі загинули)          |       |